# حبیب‌الله والی‌نژاد
حبیب‌الله والی‌نژاد فیلم‌ساز و تهیه‌کنندهٔ ایرانی است. او مدیر تولید موسسه فرهنگی روایت فتح، مدیر گروه حماسه دفاع شبکه یک و مدیر تولید مرکز فیلم و سریال سازمان هنری رسانه‌ای اوج وابسته به سپاه پاسداران بوده‌است.
والی‌نژاد سیمرغ بلورین بهترین فیلم جشنواره فجر را برای فیلم ایستاده در غبار و جایزه ویژه هیئت داوران سیزدهمین جشنواره فیلم «مقاومت» را برای آخرین روزهای زمستان دریافت کرده‌است. در کارنامه او تهیه و تولید مستندهای بسیاری در حوزه جنگ ایران و عراق وجود دارد. تهیه‌کنندگی مستندهای «پایان انتظار»، «آخرین روزهای زمستان»، «سردار خیبر»، «سردار عشق»، «نیمه پنهان ماه» و فیلم‌های سینمایی «ایستاده در غبار»، «بادیگارد»، «لباس شخصی» و «خروج» از جمله کارهای او است.